# Tectitán
Tectitán är en kommunhuvudort i Guatemala.   Den ligger i departementet Departamento de Huehuetenango, i den västra delen av landet, 180 km väster om huvudstaden Guatemala City. Tectitán ligger 1 450 meter över havet och antalet invånare är 743.
Terrängen runt Tectitán är varierad. Tectitán ligger nere i en dal. Runt Tectitán är det ganska tätbefolkat, med 149 invånare per kvadratkilometer. Närmaste större samhälle är Tacaná, 11,1 km söder om Tectitán. I omgivningarna runt Tectitán växer i huvudsak blandskog.